# Penthimia
Penthimia (лат.) — род цикадок из отряда Полужесткокрылых. Включают в подсемейство Deltocephalinae (ранее выделяли в отдельное подсемейство Penthimiinae). Встречаются в Неарктике, Палеарктике, Афротропике, Ориентальной области.

## Описание
Цикадки размером 4—5 мм. Коренастые, умеренно уплощенные цикадки, с закругленной границей лба и темени. 
Обычно блестящие черные виды с желтыми отметинами или без них, иногда сверху буроватые.
Тело плотно и мелко волосистое. Голова наклонная, передний край в профиль широко закругленный, спереди и прилегающий к глазу поперечно-исчерченный, в остальном гладкий. Оцеллии на темени едва базируются на передних поперечных бороздках, ближе к соседнему глазу, чем друг к другу. Боковой фронтальный шов не достигает глазка или глазковых остатков. Наличник слегка приподнят, расширяется кверху. Наличник посередине ребристый, на вершине усеченный. Переднеспинка с длинными боковыми краями, близка по длине к ширине глаза, окаймленная, расходящаяся кзади. Переднее крыло с пятью апикальными и тремя антеапикальными ячейками заднее крыло с четырьмя апикальными ячейками. Передние бедра с антеровентральным (AV) рядом щетинок, ограниченным базальной половиной длины, вентральные щетинки толстые и переменной длины, щетинки интеркалярного ряда крепкие, простираются за середину длины, обычно в четкий ряд. Передние голени дорсовентрально слабо уплощены, дорсальная поверхность плоская с килевыми боковыми краями. Задних бедренных макросет 2 + 2 + 1, задние голени с одной макросетой между 2–4 гораздо более мелкими щетинками на постеродорсальном ряду, антеродорсальный ряд с небольшими щетинками между макросетами. Базитарзус задней ноги с 3–4 (в последнем случае наиболее короткими внутренними) плателлами на вершинном гребне. В мировой фауне известно около 100 видов.
- Penthimia irrorata Horváth, 1909
- Penthimia nigra (Goeze, 1778)
- Penthimia scutellata Mel. — Палеарктика, Афротропика.
- другие виды